# Narella spectabilis
Narella spectabilis är en korallart som beskrevs av Stephen D. Cairns och Bayer 2003. Narella spectabilis ingår i släktet Narella och familjen Primnoidae. Inga underarter finns listade i Catalogue of Life.